# Gonomyia (Teuchogonomyia) gulchona
Gonomyia (Teuchogonomyia) gulchona is een tweevleugelige uit de familie steltmuggen (Limoniidae). De soort komt voor in het Palearctisch gebied.